# Маэда, Хидэки
Хидэки Маэда (яп. 前田 秀樹 Маэда Хидэки, род. 13 мая 1954, Киото) — японский футболист и тренер. Выступал за национальную сборную Японии.

## Клубная карьера
На протяжении своей футбольной карьеры выступал за клуб «Фурукава Электрик», к которой присоединился после окончания университета Хосэй в 1977 году. В составе клуба в 1985/86 годах стал чемпионом страны, обладателем Кубка лиги и Азиатского Кубка чемпионов. В 1989 году Маэда завершил игровую карьеру, сыграв 209 матчей и забив 35 голов в национальном чемпионате. Дважды он был включен в символическую сборную лиги — в 1980 и 1982 годах.

## Национальная сборная
С 1975 по 1984 год сыграл за национальную сборную Японии 65 матчей, в которых забил 11 голов. Его дебют состоялся 4 августа 1975 года, когда Маэда был студентом Университета Хосэй, в матче против Бангладеш. Принимал участие в Азиатских играх 1978 года, где забил гол в ворота Бахрейна. С начала 1980-х был капитаном команды. Также играл в матчах квалификации на Олимпийские игры 1976, 1980 и 1984 годов, и отборочных матчах на чемпионат мира 1978 и 1982 годов. Завершил выступления игрой против Катара.

## Тренерская карьера
После окончания игровой карьеры Маэда стал работать тренером в «ДЖЕФ Юнайтед Итихара Тиба» в 1994 году. Он руководил молодежной командой клуба в 1997 году. В 1998 году он перешел в «Ёкогава Мусасино» и руководил клубом до 1999 года. В 2003 году он подписал контракт с «Мито Холлихок» и управлял клубом до 2007 года.

## Статистика

### В клубе
| Сезон   | Клуб              | Лига                         | Матчи | Голы |
| ------- | ----------------- | ---------------------------- | ----- | ---- |
| 1977    | Фурукава Электрик | Чемпионат Японии. Дивизион 1 | 16    | 0    |
| 1978    | Фурукава Электрик | Чемпионат Японии. Дивизион 1 | 18    | 0    |
| 1979    | Фурукава Электрик | Чемпионат Японии. Дивизион 1 | 18    | 7    |
| 1980    | Фурукава Электрик | Чемпионат Японии. Дивизион 1 | 16    | 8    |
| 1981    | Фурукава Электрик | Чемпионат Японии. Дивизион 1 | 15    | 1    |
| 1982    | Фурукава Электрик | Чемпионат Японии. Дивизион 1 | 13    | 7    |
| 1983    | Фурукава Электрик | Чемпионат Японии. Дивизион 1 | 13    | 1    |
| 1984    | Фурукава Электрик | Чемпионат Японии. Дивизион 1 | 18    | 5    |
| 1985/86 | Фурукава Электрик | Чемпионат Японии. Дивизион 1 | 20    | 4    |
| 1986/87 | Фурукава Электрик | Чемпионат Японии. Дивизион 1 | 16    | 1    |
| 1987/88 | Фурукава Электрик | Чемпионат Японии. Дивизион 1 | 15    | 0    |
| 1988/89 | Фурукава Электрик | Чемпионат Японии. Дивизион 1 | 22    | 1    |
| 1989/90 | Фурукава Электрик | Чемпионат Японии. Дивизион 1 | 9     | 0    |
| Итого   | Итого             | Итого                        | 209   | 35   |

### В сборной
| Сборная Японии | Сборная Японии | Сборная Японии |
| Год            | Матчи          | Голы           |
| -------------- | -------------- | -------------- |
| 1975           | 5              | 1              |
| 1976           | 6              | 1              |
| 1977           | 3              | 0              |
| 1978           | 7              | 1              |
| 1979           | 9              | 3              |
| 1980           | 11             | 3              |
| 1981           | 11             | 0              |
| 1982           | 3              | 0              |
| 1983           | 7              | 2              |
| 1984           | 3              | 0              |
| Итого          | 65             | 11             |

### Тренерская статистика
| Команда       | С     | До    | Статистика | Статистика | Статистика | Статистика | Статистика |
| Команда       | С     | До    | И          | В          | П          | Н          | Побед %    |
| ------------- | ----- | ----- | ---------- | ---------- | ---------- | ---------- | ---------- |
| Мито Холлихок | 2003  | 2007  | 228        | 56         | 62         | 110        | 24.56      |
| Всего         | Всего | Всего | 228        | 56         | 62         | 110        | 24.56      |

## Достижения

### Командные
«Фурукава Электрик»
- Победитель Первого дивизиона японской футбольной лиги: 1976, 1985/86
- Обладатель Кубка Императора: 1976

### Индивидуальные
- Включён в сборную Джей-лиги: 1980, 1982